# BODR
| Оценки критиков | Оценки критиков |
| Источник        | Оценка          |
| --------------- | --------------- |
| Allmusic        | [ 1 ]           |
| HipHopDX        | 3.7/5           |

BODR (аббревиатура от Bacc On Death Row) — девятнадцатый студийный альбом американского рэпера Snoop Dogg. Он был выпущен 11 февраля 2022 года на Death Row Records, став его третьим студийным альбомом, изданным на этом лейбле спустя 26 лет. Дистрибьютором альбома выступила компания Create Music Group. В записи приняли участие Nas, T.I., Sleepy Brown, Nate Dogg, The Game, DaBaby, Uncle Murda, Wiz Khalifa и Lil Duval, а продюсерами выступили Battlecat, Bink, DJ Green Lantern, Hit-Boy и другие.

## История
23 августа 2019 года американская компания по производству игрушек Hasbro объявила о покупке eOne за 4 миллиарда долларов, в результате чего они стали владельцами Death Row Records. В апреле 2021 года Hasbro и Entertainment One объявили о продаже eOne Music компании The Blackstone Group. Сделка по приобретению была завершена в июне 2021 года. 9 февраля 2022 года, накануне выхода альбома BODR, Snoop Dogg объявил, что он приобретёт права на торговую марку Death Row Records у MNRK Music Group (переименованной eOne Music). Продажа не предусматривала приобретения прав на каталог лейбла, но сообщалось, что он близок к заключению сделки с MNRK о приобретении каталога, включающего предыдущие работы его самого и других артистов, таких как Доктор Дре, Tha Dogg Pound и 2Pac.
Это первый альбом Snoop Dogg, выпущенный не на Doggy Style Records.

## Продвижение
Через два дня после выхода альбома Snoop выступил на Super Bowl LVI halftime show вместе с Доктором Дре, Мэри Джей Блайдж, Эминемом и Кендриком Ламаром.

## Коммерческие показатели
BODR дебютировал на 104 месте в американском Billboard 200, став его 27-м альбомом в этом чарте.

## Список композиций
| №                   | Название                                                      | Автор(ы)                                                       | Продюсер(ы)             | Длительность |
| ------------------- | ------------------------------------------------------------- | -------------------------------------------------------------- | ----------------------- | ------------ |
| 1.                  | «Still Smokin»                                                | Келвин Бродус                                                  | DJ Battlecat            | 1:31         |
| 2.                  | «Gun Smoke»                                                   | Бродус                                                         | Hi-Tek                  | 1:50         |
| 3.                  | «Coming Back» (при участии October London и Nefertitti Avani) | Бродус, October London и Nefertitti Avani                      | DJ Battlecat            | 3:31         |
| 4.                  | «Sandwich Bag»                                                | Бродус                                                         | Bink                    | 2:49         |
| 5.                  | «Conflicted» (при участии Nas)                                | Бродус и Насир Джонс                                           | Hit-Boy                 | 2:50         |
| 6.                  | «Daddy» (при участии Emo Trap)                                | Бродус и Шакил Энтони Тейлор                                   | Hit-Boy                 | 3:37         |
| 7.                  | «Doggystylin»                                                 | Бродус                                                         | Soopafly                | 2:53         |
| 8.                  | «Crip Ya Enthusiasm»                                          | Бродус                                                         | DJ Green Lantern        | 3:39         |
| 9.                  | «Gotta Keep Pushing» (при участии T.I. и Sleepy Brown)        | Бродус, Клиффорд Харрис и Патрик Браун                         | Hollis                  | 3:13         |
| 10.                 | «House I Built»                                               | Бродус                                                         | Hit-Boy                 | 3:10         |
| 11.                 | «Outside the Box» (при участии Nate Dogg)                     | Бродус и Натаниэль Хейл                                        | DJ Battlecat            | 2:22         |
| 12.                 | «Jerseys in the Rafters» (при участии The Game)               | Бродус и Джейсон Тейлор                                        | Hit-Boy                 | 2:29         |
| 13.                 | «Pop Pop» (при участии DaBaby)                                | Бродус и Джонатан Кирк                                         | Тревор Лоуренс-младший  | 2:24         |
| 14.                 | «Catch a Vibe» (при участии HeyDeon)                          | Бродус и Деон Самуэль Уильямс                                  | Soopafly                | 3:14         |
| 15.                 | «It's in the Air» (при участии Uncle Murda и Джейн Хэндкок)   | Бродус, Ленни Грант и Джейн Хэндкок                            | Nottz                   | 3:12         |
| 16.                 | «We Don't Gotta Worry No More» (при участии Wiz Khalifa)      | Бродус, Кэмерон Томаз и Дональд Кэннон                         | Дон Кэннон, Лайл ЛеДафф | 2:57         |
| 17.                 | «Get This Dick» (при участии Lil Duval и October London)      | Бродус, Роланд Пауэлл, London, Кэннон и Тревор Лоуренс-младший | Тревор Лоуренс-младший  | 3:30         |
| 18.                 | «Snoopy Don't Go» (при участии October London)                | Бродус и London                                                | DJ Battlecat            | 4:00         |
| Общая длительность: | Общая длительность:                                           | Общая длительность:                                            | Общая длительность:     | 53:11        |

## Чарты
| Чарт (2022)                              | Высшая позиция |
| ---------------------------------------- | -------------- |
| Бельгия/Фландрия (Ultratop)              | 83             |
| Канада (Canadian Albums Chart)           | 97             |
| Нидерланды (Album Top 100)               | 84             |
| Швейцария (Schweizer Hitparade)          | 28             |
| Великобритания (UK Digital Albums Chart) | 25             |
| Великобритания (UK R&B Albums Chart)     | 18             |
| США (Billboard 200)                      | 104            |
| США (Billboard Independent Albums)       | 14             |
| США (Billboard Top Album Sales)          | 63             |